# Гимназия имени Игнатия Лойолы
Гимназия имени святого Игнатия Лойолы — римско-католическая классическая гимназия в Амстердаме (Нидерланды), одна из 5 классических гимназий города.
Основана в 1895 году. На данный момент, в школе проходят обучение 770 учеников[уточнить]. Религиозное образование обязательно только в начальных классах школы. Также, несколько раз в год проводятся богослужения, в честь открытия/закрытия учебного года и Рождества, в которых могут принимать участие ученики школы. Характерной чертой школы является 70-минутная продолжительность уроков (по вторникам: 60-минутная), в то время, как в других школах Нидерландов принята 50-минутная продолжительность. Мотивация подобной продолжительности уроков состоит в том, что ученики могут больше концентрироваться на предмете изучения, в то время как учителя могут более варьированно подходить к процессу преподавания. В общей сложности, учебный день насчитывает 6 уроков.

## История
Гимназия была основана в 1895 году орденом иезуитов.
С этой гимназией связаны имена многих католических священников-членов ордена, преподававших в ней.